# José María Ferrer
José María Ferrer Gustavo Adolfo (nacido en 1917 y fallecido en 1984) fue un periodista y locutor de radio. Fue conocido por ser locutor de un programa diario de la sobremesa de Radio Zaragoza en las décadas de 1960 y 1970.

## Reseña biográfica
José María Ferrer Gustavo Adolfo ejerció como periodista de prensa y radio y presumía de haber sido teniente provisional en la Guerra Civil con dos cruces de sangre. Tenía un estilo florido, con una verborrea rimbombante que era muy común entre los locutores de su generación, como Joaquín Soler Serrano, Federico Gallo, o Matías Prats.
Gustavo Adolfo componía un soneto diario, muchas veces a petición de sus oyentes, y se jactaba de que podía componerlo en tres minutos, sobre la marcha, en directo, respondiendo a la sugerencia del oyente.
En 1955 publicó su primer libro titulado El soneto del día. 1 de enero  30 de junio de 1955, editado por él mismo y con prólogo de Federico García Sanchiz e ilustraciones de Alcalde Molinero. El libro recogía  todos los sonetos compuestos a lo largo de seis meses.
En 1983 publicó un libro de letras para jotas, Cantas y canticas, que se reeditó cinco años más tarde.
José María Ferrer Serrano fue presidente de la Asociación Peña Solera Aragonesa.

## Premios y reconocimientos

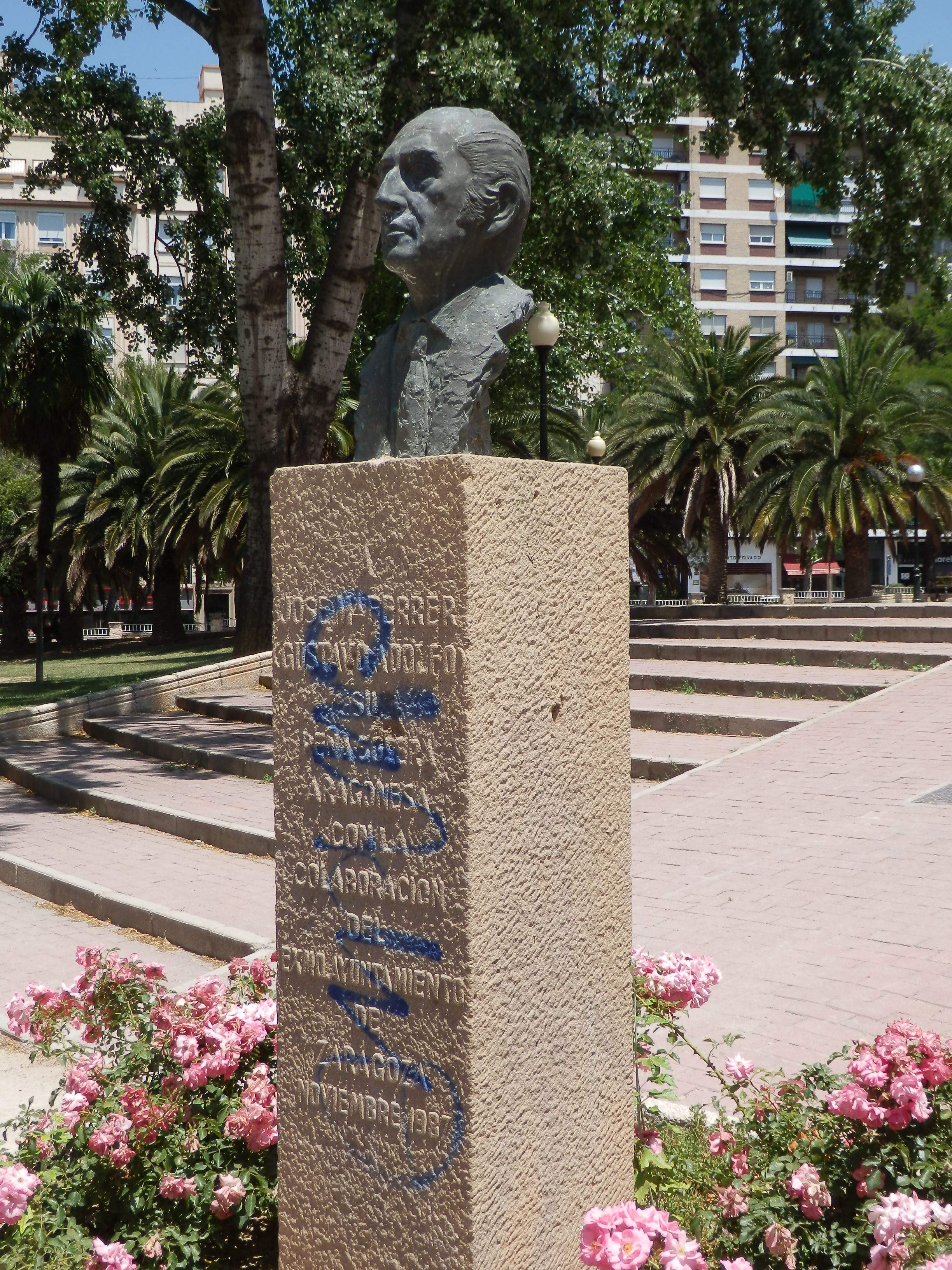
Monumento dedicado a José María Ferrer situado en el Parque Pignatelli de Zaragoza.

- En 1987 la Peña Solera Aragonesa en colaboración con el Ayuntamiento de Zaragoza erigió un monumento realizado por Miguel Cabré Cazcarra. Consta de un pedestal de piedra y un busto de bronce. Está situado en el Parque Pignatelli de Zaragoza.[2][3]